# Hedy (film)
Hedy (případně The 14 Year Old Girl nebo Hedy the Shoplifter) je americký film, který natočil režisér Andy Warhol podle scénáře Ronalda Tavela. Reaguje na zatčení herečky Hedy Lamarrové kvůli krádežím v obchodě. Hereččinu roli ve filmu ztvárnil Mario Montez. Roli policistky, která herečku zatkla, hrála Mary Woronov, přičemž šlo o její první roli ve Warholově filmu. Dále se v něm objevili například Gerard Malanga, Ingrid Superstar a Jack Smith. Roli soudce ztvárnil scenárista filmu Ronald Tavel. Jde o černobílý film, natočený na 16mm kameru. Hudbu k němu vytvořili dva členové skupiny The Velvet Underground, jejímž byl Warhol manažerem, multiinstrumentalista John Cale a kytarista Lou Reed. Hudba je směsí violy, elektrické kytary a klavíru.